# Comuna de Niebylec
Niebylec (polaco: Gmina Niebylec) é uma gminy (comuna) na Polónia, na voivodia de Subcarpácia e no condado de Strzyżowski. A sede do condado é a cidade de Niebylec.
De acordo com os censos de 2004, a comuna tem 10 624 habitantes, com uma densidade 101,8 hab/km².

## Área
Estende-se por uma área de 104,37 km², incluindo:
- área agrícola: 72%
- área florestal: 22%

## Demografia
Dados de 30 de Junho 2004:
|                      | Total   | Total | Mulheres | Mulheres | Homens  | Homens |
| -------------------- | ------- | ----- | -------- | -------- | ------- | ------ |
|                      | pessoas | %     | pessoas  | %        | pessoas | %      |
| População            | 10 624  | 100   | 5432     | 51,1     | 5192    | 48,9   |
| Densidade (pop./km²) | 101,8   | 100   | 52       | 52       | 49,7    | 49,7   |

De acordo com dados de 2002, o rendimento médio per capita ascendia a 1239,82 zł.

## Subdivisões
- Baryczka, Blizianka, Gwoździanka, Gwoźnica Dolna, Gwoźnica Górna, Jawornik Niebylecki, Konieczkowa, Lutcza, Małówka, Niebylec, Połomia.

## Comunas vizinhas
- Błażowa, Czudec, Domaradz, Korczyna, Lubenia, Strzyżów